# Джунгли (роман)
«Джунгли» (англ. The Jungle) — роман, написанный американским писателем, разоблачительным журналистом и социалистическим активистом Эптоном Биллом Синклером. Свою работу он публиковал отдельными главами в социалистической газете Appeal to Reason. В твёрдом оплёте роман был выпущен в 1906 году издательством Doubleday.
Роман повествует о литовском иммигранте и его семье, отправившихся за американской мечтой, но столкнувшихся с нищетой, беззаконием, коррупцией, эксплуатацией и жестоким обращением с рабочими на фабриках.
Хотя при написании романа Синклер прежде всего стремился продвигать идеи социализма, его отрывки, в подробности описывавшие антисанитарию, царившую на мясокомбинатах, спровоцировали скандал и массовый общественный резонанс. Это сподвигло власти США провести санитарные реформы и принять первые федеральные законы о контроле за качеством продуктов питания.

## Сюжет
Юный Юргис Руткус со своей семьёй — матерью Эльжбетой, отцом Деде и младшими братьями с сёстрами, только что мигрировали в США из Литвы в поисках лучшей жизни и обосновались в Чикаго, районе Пекингтаун. В романе улицы города описываются, как беспощадная и враждебная среда, «городские джунгли», в которых особенно трудно выжить не знающим местные реалии мигрантам. Сюжет начинается со сцены свадьбы, где Руткус в Чикаго женился на молодой литовке Оне, чья семья тоже только что переехала. Руткус уверен, что его ждёт счастливое будущее.
Юргис вместе с отцом Деде устраиваются на работу на мясокомбинат. Там он видит невыносимые и антисанитарные условия, с которыми сталкиваются рабочие, как они теряют пальцы, руки, заражаются туберкулёзом, как обыкновенные раны перерастают в сепсис и убивают людей и как рабочие время от времени случайно падают в чаны по переработке животных потрохов в жир и это остаётся необнаруженным, пока в чанах не обнаруживают человеческие кости.
Не владея английским языком, семья Юргиса становится жертвой обмана и втридорога приобретает едва пригодный для жизни дом в неблагоустроенном районе. По договору они обязаны вовремя оплачивать дорогой кредит, в противном случае их немедленно выселят, такая судьба ждала многих обманутых мигрантов в этом районе. Для погашения долгов им срочно нужны деньги и Она с 13-летним Станисловасом, который должен был посещать школу — идут работать. Семья Юргиса постепенно осознаёт, что переезд в США стал для них роковой ошибкой.
В тяжёлых рабочих условиях от туберкулёза умирает отец Деде. Смерть отца побуждает Юргиса вступить в профсоюз. Там он узнаёт о неподконтрольной коррупции, царившей в американской промышленности.
Она, жена Юргиса, рожает мальчика Антанаса, но вынуждена вернуться на тяжёлую работу уже через неделю. Получив серьёзную травму ладони из-за несчастного случая на работе, Юргис оказывается прикованным к постели на следующие три месяца. Потеряв основной денежный доход, семья Юргиса оказывается в тяжёлом положении, малолетние братья Юргиса работают разносчиками газет. Один из детей Эльжбеты умирает от пищевого отравления. Юргис после выздоровления пытается снова вернуться на фабрику, но растеряв физическую силу, ему отказывают в трудоустройстве. Он находит работу на заводе по производству удобрений — худшую из возможных работ, так как большая часть работавших там людей умирает в течение нескольких лет из-за воздействий химикатов или химических ожогов. Юргис начинает спиваться.
Она беременна вторым ребёнком. Юргис узнаёт, что его жена под угрозой увольнения вынуждена оказывать секс-услуги своему начальнику Филу Коннору. Юргис в ярости нападает на Коннора, но за это его сажают на месяц в тюрьму. Там он знакомится и заводит дружбу с преступником Джеком Дуэйном. Выйдя из тюрьмы, Юргис узнаёт, что всю его семью выселили из дома. У Оны начинаются преждевременные роды и она рожает мёртвого ребёнка и вскоре сама умирает. Юргис из-за судимости не может устроиться на какую-либо работу. Семьёй интересуется богатая меценатка и обеспечивает Юргиса хорошей работой на сталелитейном заводе. Кажется, что у семьи появляется надежда на светлое будущее, но Антанас погибает, утонув в грязной луже возле их дома.
Сломленный Юргис сбегает от оставшейся семьи и становится бродягой, перебиваясь сезонными заработками. В следующем году он возвращается в Чикаго. Юргис находит работу на прокладке грузовых туннелей, но вскоре получает там травму. Когда Юргис выздоравливает, ему не удаётся найти новую работу и он начинает просить милостыню на улицах. Он снова попадает в тюрьму после нападения на бармена за попытку того обмануть героя на деньги. Он снова встречается с Джеком Дуэйном и после освобождения они вдвоём начинают заниматься грабежами и взломами. Юргисом интересуется коррумпированный политик Майк Скалли и даёт ему работу штрейкбрехера, чтобы тот саботировал стачки рабочих. На этом он зарабатывает много денег.
Юргис снова сталкивается с насильником Филом Коннором и в порыве ярости нападает на него. Юргис снова попадает в тюрьму. После освобождения он выживает за счёт благотворительности. Герой встречает Марию, кузину покойной Оны и узнаёт, что та стала секс-работницей, чтобы содержать Эльжбету и её оставшихся детей. Мария пристрастилась к морфию. Узнав о бедственном положении своей семьи, Юргис снова стремится найти работу. Он посещает лекцию о социализме и вступает в социалистическую партию. Роман заканчивается участием Юргиса в социалистическом митинге и лозунгом: «Чикаго будет нашим».

## История публикации
Роман был написан в эпоху американской индустриализации, когда в стране шло массовое строительство заводов и население городов стремительно росло за счёт рабочих, устремлявшихся на заводы. Семья Юргиса — это собирательный образ мигрантов, прибывших из Европы в поисках лучшей жизни и американской мечты, но столкнувшихся с ужасными условиями труда на фабриках, куда они массово шли работать.
Автором романа является Билл Синклер, социалистический деятель и один из самых знаменитых разоблачительных журналистов своего времени. Он работал редактором социалистического журнала Appeal to Reason и стремился повысить осведомлённость о коррупции и нарушении прав человека на американских заводах начала XX века. В 1904 году, получив от журнала аванс в размере 500 долларов, Синклер в течение семи недель тайно работал в нескольких мясоперерабатывающих заводах чикагских скотобоен. Вначале это должны были быть разоблачающие статьи, но затем Синклер задумал на основе собранной информации написать роман.
Изначально отдельные главы романа публиковались в журнале с 25 февраля по 4 ноября 1905 года. Синклер какое-то время не мог выпустить роман в виде книги. Пять издателей отказались опубликовать «Джунгли», называя его содержимое слишком жестоким и шокирующем для читательской публики. Например, представитель издательства Macmillan Inc. написал следующее:
Я категорически против публикации этой книги, беспросветно мрачной и ужасной. Чувствуется, что её ярость подпитана не столько желанием помочь бедным, а сколько ненавистью к богатым.
Оригинальный текст (англ.)I advise without hesitation and unreservedly against the publication of this book which is gloom and horror unrelieved. One feels that what is at the bottom of his fierceness is not nearly so much desire to help the poor as hatred of the rich.
Синклер решил сам опубликовать сокращенную версию романа в «Sustainer’s Edition» для своих подписчиков, но ему удалось найти издателя Doubleday, готового опубликовать роман. 5000 экземпляров книги под маркой «The Jungle Publishing Company» с тиснёным символом Социалистической партии Америки были выпущены 28 февраля 1906 года. За первые шесть недель было продано примерно 25000 экземпляров. Роман переиздавался в 1920, 1935, 1942, 1945 годах. Синклер заявил, что посвятил свой роман «американским рабочим».
Все работы, опубликованные в Соединенных Штатах до 1924 года, находятся в общественном достоянии, поэтому цифровые копии книги доступны для бесплатного чтения на таких сайтах, как Project Gutenberg и Wikisource.

### Неотцензурированные издания
В 1988 году St. Lukes Press, подразделение Peachtree Publishers Ltd опубликовало так называемое утерянное издание, основанное на оригинальных текстах, опубликованных в журнале Appeal to Reason. Также туда вошли материалы, составленные Джином Дегрусоном из Питтсбургского государственного университета на основе переписок Синклера, найденных в подвале фермы в Джирарде, штате Канзас. В это издание также вошло вступительное эссе о том, как Дегрусон восстанавливал информацию.
В 2003 году издатель See Sharp Press опубликовал свою версию неотцензурированного издания «Uncensored Original Edition», основанную на текстах, опубликованных в журнале Appeal to Reason. В предисловии упоминалось, что первое книжное издание романа вероятно подверглось цензуре, чтобы смягчить его политическое послание и сделать текст более приемлемым для капиталистических издателей. По другой версии роман переписал Синклер по собственной инициативе, чтобы сделать его понятнее и интереснее для простых читателей и достовернее отобразить литовскую культуру, как писатель упоминал в своих мемуарах American Outpost в 1932 году.

## Восприятие
Роман после своей публикации приобрёл известность. Хотя изначальный посыл заключался в том, чтобы разоблачить «адские условия эксплуатации обычного рабочего фабрики на рубеже XX века», публика была прежде всего возмущена описанием антисанитарных условий, в которых изготавливали мясную продукцию. Синклер был разочарован таким итогом, заметив, что его роман стал известным не потому, что «общественность хоть как-то заботилась о рабочих, а потому что не хотела есть „туберкулезную говядину“». Так выразился автор, он «целился в сердце общественности, а случайно попал в живот». Шокирующую реакцию вызвали отрывки из романа, описывавшие антисанитарию на мясокомбинате, главным образом то, что рабочие время от времени падали в чаны по переработке останков животных, в которых изготавливали жир.
Американский писатель Джек Лондон в своей рецензии называл роман новой интерпретацией «Хижины дяди Тома». В своей рецензии книгу хвалил британский политик Уинстон Черчилль. Бертольт Брехт, вдохновляясь романом, поставил свою сатирическую пьесу Святая Иоанна скотобоен (нем. Die heilige Johanna der Schlachthöfe), затронув там тему ужасных условий труда на чикагских скотобойнях, сделав действующим персонажем там Жанну д’Арк. Первый фильм по мотивам романа был снят в 1914 году, но был утерян. По мотивам романа в британском театре Ovalhouse с 1992 по 1993 года показывали мюзикл.
Окружающая среда чикагских фабрик благодаря роману стала широко известна в прогрессивных и левых кругах Северной Америки и Европы. В 1933 году немецкие издания романа были сожжены властями нацистской Германии, так как автор романа был социалистом.

### Реакция властей
Роман вызвал гневную реакцию у тогда действовавшего президента США Теодора Рузвельта, назвавшего Синклера «сумасшедшим» из-за его социалистических взглядов. В своей переписке с журналистом Уильямом Алленом Уайтом он сомневался в достоверности большей части утверждений Синклера, назвал его «истеричным, неуравновешенным и лживым» и что он «испытывает к писателю абсолютное презрение». Тем не менее Рузвельт решил прочитать роман и согласился с некоторыми выводами Синклера.
Президент поручил комиссару по труду Чарльзу П. Нилу и социальному работнику Джеймсу Бронсону Рейнольдсу отправиться в Чикаго для масштабного расследования на мясокомбинатах. Владельцы фабрик, узнав о предстоящих проверках, приказали рабочим тщательно очистить цеха, тем не менее, Нил и Рейнольдс были возмущены увиденной там антисанитарией. Их отчёты подтвердили большую часть того, что Синклер описывал в своём романе, за исключением того, что рабочие падают в чаны с животными отходами. Нил свидетельствовал перед конгрессом, сообщая о необходимости принятия нового законодательства. В это же время Бюро животноводства в своём официальном отчёте обвинило Синклера в намеренном искажении фактов, а его заявления называли «полным абсурдом».
Рузвельт не опубликовал отчёт Нила-Рейнольдса, а представил его в конгрессе 4 июня 1906 года. В результате нарастающего давления общественности был принят «Закон об инспекции мяса» и «Закон о чистоте пищевых продуктов и лекарственных препаратов». Для их соблюдения было учреждено Бюро химии, в 1930 году переименованное в Управление по контролю качества пищевых продуктов и лекарственных средств.